# Alopecoenas hoedtii
La tortorina di Wetar o colomba terricola dell'Isola di Wetar (Alopecoenas hoedtii (Schlegel, 1871)) è un uccello della famiglia Columbidae, endemico delle piccole Isole della Sonda.

## Descrizione
Si tratta di un volatile lungo circa 27 cm. Il capo dei maschi è di color grigiazzurro chiaro. 
La gola è biancastra, il colore della parte posteriore del collo è rossastro, mentre su quella anteriore il colore diviene più pallido cangiando in bianco-crema verso il petto, che si distacca fortemente dal nero dell'addome.
Una banda violetto brillante si allunga dal petto verso le spalle. La parte inferiore è castana. Le femmine esibiscono un colore unico. Esse hanno il capo, la nuca ed il petto rossobruno chiaro, fino al castano. La parte inferiore come l'addome sono di colore verdastro.

## Biologia
Vive nelle foreste monsoniche, sino ad un'altitudine di 950 m s.l.m. e sembra essere associata alla presenza di bambù. Si presume che nidifichino sulla canopia; il periodo di cova sembra essere durante la stagione secca.